# Kovačići (Novo Sarajevo, BiH)
Novosarajevska mjesna zajednica Kovačići ili Donji Kovačići jedna je od graničnih mjesnih zajednica općine Novo Sarajevo u odnosu na općinu Centar. Smještena je na lijevoj obali rijeke Miljacke. Toponim Kovačići, pod kojim stanovnici Sarajeva u svakodnevnoj komunikaciji obično podrazumijevaju i Gornje Kovačiće, u zadnjih desetak godina se uglavnom veže za sjedište OHR-a i most Suade i Olge (prije most Vrbanja), na kojem su pale prve civilne žrtve tijekom rata u Sarajevu 1992. – 1995. godine.
Humanitarno-karitativna udruga bosanskih franjevaca "Kruh sv. Ante" otvorila je pučku kuhinju ovdje, u srijedu 7. veljače 2001. godine. Otvorena je u prostorijama Franjevačkoga međunarodnog studentskog centra u Zagrebačkoj 18. Priprema svakodnevno tople obroke za 270 osoba. Tad je to bila druga pučka kuhinja Kruh sv. Ante u Sarajevu.

## Vanjske poveznice
- Međunarodni studentski centar [neaktivna poveznica]